# Atlas I
Atlas I byla americká nosná raketa, používaná od počátku 90. let. Značení Atlas I může vyvolávat zmatek, neboť předchozí rakety byly značeny písmeny, ale v případě Atlasu I se jedná o římskou číslici 1. Raketa je odvozena od jejího předchůdce, Atlas Centaur. Většina klíčových komponent je stejná, ale naváděcí a ovládací systém doznal výrazných vylepšení. Staré analogové výpočetní jednotky byly nahrazeny novými plně digitálními. Konstrukčně se jednalo o starší verzi Atlas G/H, používanou v letech 1982–1987, s připojeným druhým stupněm Centaur. Předchozí verze G/H byly určeny k letům typu jeden stupeň na orbit (resp. 1,5 stupně) a proto měly navigační systém integrován v prvním stupni. Atlas I byl však přepracován a navigační jednotka byla umístěna ve druhém stupni (po vzoru předchozích raket Atlas-Centaur) . Výrobu a vývoj zabezpečovala společnost General Dynamics, později převzatá Lockheedem. Byla používána souběžně s raketou Atlas II a Delta II do roku 1997.

## Starty
| Datum             | Náklad            | výsledek | Poznámka                              |
| ----------------- | ----------------- | -------- | ------------------------------------- |
| 25. července 1990 | CRRES             | Úspěch   | První let.                            |
| 18. dubna 1991    | Yuri 3H           | Selhání  | Selhání turbočerpadla stupně Centaur. |
| 14. března 1992   | Galaxy 5          | Úspěch   |                                       |
| 22. srpna 1992    | Galaxy 1R         | Selhání  | Selhání turbočerpadla stupně Centaur. |
| 25. března 1993   | UHF F-1           | Selhání  | Selhání motoru prvního stupně.        |
| 3. září 1993      | UHF F-2 (USA-95)  | Úspěch   |                                       |
| 13. dubna 1994    | GOES-8 (GOES-I)   | Úspěch   |                                       |
| 24. června 1994   | UHF F-3 (USA-104) | Úspěch   |                                       |
| 23. května 1995   | GOES-9            | Úspěch   |                                       |
| 30. dubna 1996    | Beppo-SAX         | Úspěch   |                                       |
| 25. dubna 1997    | GOES-10           | Úspěch   | Poslední let Atlasu I.                |